# Ioané Schavliani
Ioané Schavliani  (mort en 873) est un noble abkhaze, usurpateur du royaume d'Abkhazie de 871 à 873.
À la mort du roi Georges Ier d'Abkhazie, il ne reste comme membres de la famille royale que les deux fils de son frère Démétrius II : l’aîné, Tininé ou Tinen, qui est éristhaw de Tchikha, et le cadet, Bagrat, qui vit en exil dans le royaume.
L’épouse du défunt roi, qui a été séduite par un noble, Ioané Schavliani, fait mettre à mort le fils aîné de Démétrius et jeter à la mer Bagrat pour donner le trône à son amant. Bagrat est sauvé et il se réfugie à Byzance pendant qu'Ioné Schavliani devient roi pendant un an avant de mourir.
Il a comme successeur son fils Adarnassé Schavliani, né d’une première union. 